# فيدران سيلياك
فيدران سيلياك (13 أغسطس 1991 في كرواتيا - ) هو لاعب كرة قدم كرواتي في مركز الدفاع. شارك مع منتخب كرواتيا تحت 19 سنة لكرة القدم ومنتخب كرواتيا تحت 21 سنة لكرة القدم. أما مع النوادي، فقد لعب مع نادي ألساندريا ونادي بادوفا ونادي بينيفينتو ونادي زغرب ونادي سامبدوريا ويو أس بركوليتزه 1932 ونادي غروسيتو.

## روابط خارجية
- فيدران سيلياك على موقع قاعدة بيانات كرة القدم.إي يو (الإنجليزية)
- فيدران سيلياك على موقع Soccerway.com (الإنجليزية)
- فيدران سيلياك على موقع عالم كرة القدم.نت (الإنجليزية)
- فيدران سيلياك على موقع AS.com (الإسبانية)